# Wirtschaftsverband
Der Wirtschaftsverband ist eine Vereinigung von Unternehmen mit freiwilliger Mitgliedschaft zum Schutze und zur Förderung ihrer gemeinschaftlichen Interessen. Er ist damit auch ein Interessenverband. 

## Allgemeines
Ein Wirtschaftsverband vertritt die Interessen der Unternehmen seines satzungsmäßigen Zuständigkeitsbereichs. Er muss nicht notwendigerweise ein Verband sein, sondern kann auch als Zweckgemeinschaft, eingetragener Verein oder Verbund organisiert sein. 
Wirtschaftsverbände nennt man auch Branchenverband, insbesondere als Dachverband der Branche; daneben gibt es z. B. auch regionale Wirtschaftsverbände, politische Wirtschaftsverbände (parteigebundene Verbände) und Unternehmensgröße (z. B. Mittelstand).
Der Bundesgerichtshofs (BGH) stellte 1956 klar, dass ein Wirtschaftsverband, der die Interessen der Unternehmen eines bestimmten Gewerbe- oder Handelszweiges vertritt, nicht ohne triftigen Grund Unternehmen der betreffenden Branche die Mitgliedschaft verweigern kann.

## Organisation
Die Mitgliedschaft in Wirtschaftsverbänden ist, im Gegensatz zur IHK, freiwillig. Die Verbände sind nach Wirtschaftszweigen gegliedert und in Spitzenverbänden wie dem Bundesverband der Deutschen Industrie und dem Handelsverband Deutschland zusammengefasst. Daneben haben sich auch branchenübergreifend Interessenvertretungen des Mittelstandes etabliert, wie etwa der Bundesverband mittelständische Wirtschaft (BVMW) oder der Verband der Familienunternehmer (Die Familienunternehmer – ASU). Teilweise sind die Verbände auch als Arbeitgeberverband Tarifpartner. Im Handwerksbereich entsprechen die Innungen den Wirtschaftsfachverbänden.
Die bestehenden Wirtschaftsverbände wie etwa Wirtschaftsverband Erdöl- und Erdgasgewinnung, Wirtschaftsverband Großhandel Metallhalbzeug, Wirtschaftsverband Industrieller Unternehmen Baden oder Wirtschaftsverband Textil Service sind ausschließlich als eingetragener Verein organisiert, die angeschlossenen Unternehmen sind deshalb Vereinsmitglieder. Diese nehmen ihre Rechte in der Mitgliederversammlung wahr, die als oberstes Organ den Vorstand bestellt und abberuft. 

## Aufgaben
Zu den Aufgaben der Wirtschaftsverbände gehören typischerweise
- eine Interessenvertretung der Mitgliedsunternehmen/Branchen gegenüber staatlichen Stellen zu sein,
- gemeinsame technische und rechtliche Standards der Branche zu erarbeiten,
- Unterstützung und Beratung der Mitgliedsunternehmen anzubieten und
- Öffentlichkeitsarbeit zu betreiben.

Oftmals sind die Wirtschaftsverbände auch Träger der
- Organisation zur Ausbildung der Unternehmensmitarbeiter und der
- berufsständischen Versorgungswerke.